# Germonea
Germonea is een geslacht van weekdieren uit de klasse van de Gastropoda (slakken).

## Soort
- Germonea rachelae Harasewych & Kantor, 2004